# El Pont de Bar
El Pont de Bar è un comune spagnolo di 159 abitanti situato nella comunità autonoma della Catalogna.